# Alex Turner
Alexander David Turner (Sheffield, 6 de janeiro de 1986) é um cantor, compositor e músico britânico. Ele é o fundador e atual vocalista da banda de indie rock Arctic Monkeys. Gravou também um projeto paralelo chamado The Last Shadow Puppets com seu amigo Miles Kane. Turner tem uma voz classificável como barítono.

## Biografia
Alex é conhecido por seu poder vocal e estreou no mundo da música em 2002, nos Arctic Monkeys. Juntamente com Nick O'Malley, Matt Helders, Jamie Cook e Andy Nicholson, Alex frequentou a Stockbridge High School. Ganhou sua primeira guitarra no Natal em 2001, o que seria fundamental para a formação da banda.
Trabalhou em um bar onde bandas desconhecidas davam pequenos shows. Ele diz: "Realmente me irritava quando bandas vinham e diziam ‘nós temos CDs lá atrás para vender, três libras cada’ você pensa ‘F***-se, quem é que vocês pensam que são? ’". Deste modo o Arctic Monkeys começaram a distribuir em seus shows cópias grátis de seu CD demo, o que eventualmente os conduziu ao sucesso.
Uma das maiores influências líricas para Turner foi o poeta inglês John Cooper Clarke, que o inspirou a compor sobre situações observadas em seu cotidiano, característica essencial nas letras do Arctic Monkeys. Turner vem sendo comparado a Jarvis Cocker, por muitas das composições que escreve sobre sua própria vida e pelas coisas que tem acontecido àqueles que o rodeiam. Eles têm outras semelhanças, como por exemplo, o fato de ambos serem de Sheffield.
Em 2005, Alex foi considerado a quarta pessoa mais cool do planeta, e o homem mais cool do planeta também pela New Musical Express.
Em 2011 entrou para a Lista dos Mais Ricos do Reino Unido Com Menos de 30 Anos, ficando em 13º lugar, com um patrimônio estimado em £ 9 070 000.
Em uma pesquisa recente realizada pela rádio britânica XFM, Alex foi considerado o 10º melhor vocalista de todos os tempos.
Em setembro de 2012 foi considerado pela revista britânica New Music Express (NME), a 4ª maior personalidade da música nos últimos 60 anos, a frente de nomes como Kurt Cobain, ex-Nirvana.

## Vida pessoal
Turner namorou por dois anos a então estudante universitária Johanna Bennett, que co-escreveu a música Fluorescent Adolescent. Manteve um relacionamento de quatro anos com a modelo e apresentadora de televisão Alexa Chung, de abril de 2007 a julho de 2011. Alex namorou a modelo e atriz Arielle Vandenberg desde agosto de 2011 até meados de fevereiro de 2014. Em março de 2015, ele começou a namorar a modelo americana Taylor Bagley com quem terminou em setembro de 2018. Em outubro de 2018, Alex foi visto com a cantora-compositora francesa Louise Verneuil, com quem mantém atualmente um relacionamento.

## Carreira

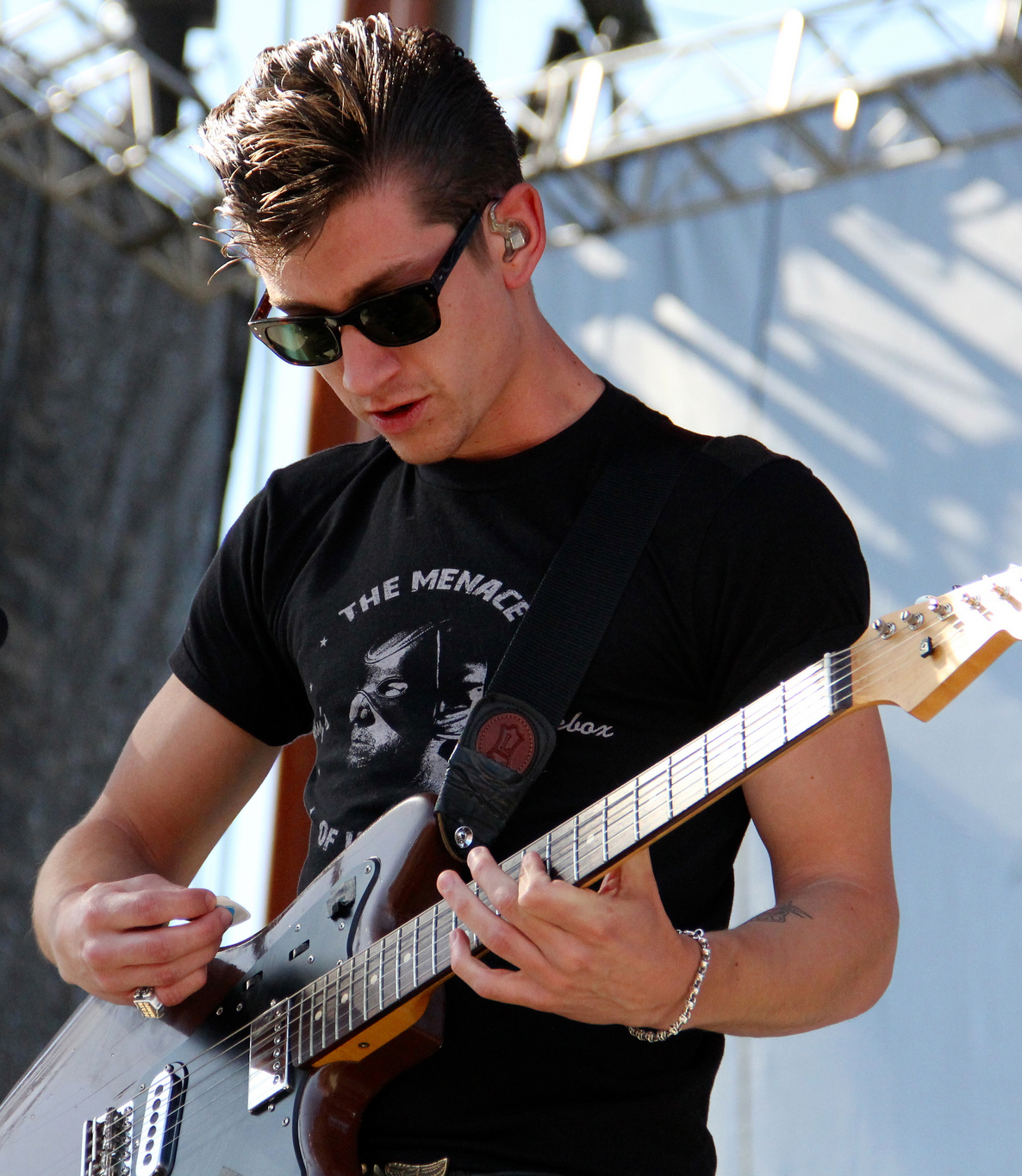
Alex em 2012

### Arctic Monkeys
A banda assinou contrato com a Domino Records, selo independente, após uma guerra de lances em 2005. Seu álbum de estreia, Whatever People Say I Am, That's What I'm Not, lançado no início de 2006, se tornou o álbum de estreia com mais vendas na história da música britânica. A banda já lançou mais cinco álbuns: Favourite Worst Nightmare (2007), Humbug (2009), Suck It and See (2011), AM (2013), Tranquility Base Hotel and Casino (2018) e The Car (2022), tendo todos chegados ao primeiro lugar nas paradas de álbuns do Reino Unido. Inicialmente a composição de Turner para os Arctic Monkeys foi baseado em torno de conceitos específicos (particularmente em seu álbum de estreia Whatever People Say I Am, That's What I'm Not) que muitas vezes é considerado um álbum conceptual, centrada em torno da diversão nocturna no Reino Unido. Ele mais tarde evoluiu para temas mais variados, especialmente visíveis em Humbug e Suck It and See.

### The Last Shadow Puppets
Em agosto de 2007, foram anunciados planos para Turner para gravar um álbum com Miles Kane, James Ford e Owen Pallett. O projeto paralelo de Alex Turner e Miles Kane se chama: The Last Shadow Puppets e seu primeiro álbum se chama The Age of the Understatement, sendo lançado em 21 de abril de 2008 e alcançou o primeiro lugar dos tops na sua primeira semana. No final de 2008 eles completaram uma pequena turnê, apoiada pela Orquestra Filarmónica de Londres, começando em Portsmouth Guildhall, em 19 de agosto de 2008.
Turner e Kane se tornaram amigos durante uma turnê no Reino Unido, entre maio e junho de 2005. Miles Kane era integrante da banda The Little Flames, eles também acompanharam os Arctic Monkeys em sua turnê de 2007, também no Reino Unido, onde Turner e Kane escreveram algumas músicas juntos para um projeto paralelo.
Essa colaboração foi alargada a tal ponto que Kane participou, tocando guitarra em "505", uma canção que fecha o álbum Favourite Worst Nightmare.

### Submarine
Turner escreveu e cantou todas as seis faixas da trilha sonora de Submarine, o longa-metragem de estreia de Richard Ayoade, amigo e diretor de vários clipes, como "Fluorescent Adolescent". A trilha sonora foi lançada em 18 de março de 2011, no Reino Unido e Estados Unidos.